# Amblypodia malangana
Amblypodia malangana är en fjärilsart som beskrevs av Lambertus Johannes Toxopeus 1929. Amblypodia malangana ingår i släktet Amblypodia och familjen juvelvingar. Inga underarter finns listade i Catalogue of Life.